# كليو ووكر
كليو ووكر (بالإنجليزية: Cleo Walker)‏ هو لاعب كرة قدم أمريكية أمريكي، ولد في 1948.